# Ligne d'Eger à Szilvásvárad
La Ligne d'Eger à Putnok ou ligne 87 est une ligne de chemin de fer de Hongrie. Elle relie Eger à Putnok.